# Sân bay quân sự Yecheon
Sân bay quân sự Yecheon (IATA: YEC, ICAO: RKTY) là một sân bay quân sự nằm ở Yecheon, Hàn Quốc.

## Liên kết
- Thông tin về Yecheon Air Base ở Great Circle Mapper. Dữ liệu được cập nhật lần cuối vào tháng 10 năm 2006.. Nguồn: DAFIF, NGA.